# Prekorađa
Prekorađe (cyr. Прекорађа) – wieś w Serbii, w okręgu toplickim, w gminie Kuršumlija. W 2011 roku liczyła 9 mieszkańców.